# Somoni
 (décembre 2024).
Si vous disposez d'ouvrages ou d'articles de référence ou si vous connaissez des sites web de qualité traitant du thème abordé ici, merci de compléter l'article en donnant les références utiles à sa vérifiabilité et en les liant à la section « Notes et références ».
Le somoni est la monnaie du Tadjikistan.

## Historique
Cette monnaie est nommée d'après Ismoïl Somoni, fondateur du premier État tadjik. Elle est subdivisée en 100 diram (дирам). Son code ISO 4217 est TJS et son symbole est SM.   
Le somoni a été introduit le 30 octobre 2000 ; il a remplacé le rouble tadjik au taux de 1 somoni = 1 000 roubles.
La monnaie est divisée en 100 dirams pour un somoni.